# ホルヘ・サンパオリ
ホルヘ・サンパオリ（Jorge Sampaoli）こと、ホルヘ・ルイス・サンパオリ・モヤ（Jorge Luis Sampaoli Moya、1960年3月13日 - ）は、アルゼンチン・サンタフェ州出身の元サッカー選手、現サッカー指導者。現役時代のポジションはミッドフィールダー。

## 経歴
アルゼンチンのニューウェルズ・オールドボーイズの育成組織で守備的ミッドフィールダーとしてプレーしていたが、足のケガにより19歳の時に現役続行を断念。ニューウェルスの下部組織での指導歴を経る。
2002年にペルーのフアン・アウリチで指揮をとった。その後はペルー国内でキャリアを重ね、2008年にはチリのオヒギンス、2010年にはエクアドルのエメレク、これらのクラブで国内リーグのプレーオフ進出、コパ・リベルタドーレスやコパ・ブリヂストン・スダメリカーナ出場権獲得などの実績を残し、2010年12月にウニベルシダ・デ・チレとの契約を締結。翌2011年シーズンから同クラブの指揮を執っていた。
2012年にチリ代表の監督に就任した。2015年、母国開催となったコパ・アメリカ2015ではチリ代表を優勝に導き、同年のFIFAバロンドール授賞式では、ルイス・エンリケ、ジョゼップ・グアルディオラとともに最優秀監督候補に選出された。しかし、かねてからチリでの労働環境に不満を持っており、一時は退任をほのめかす発言をしていた。2016年1月19日、チリサッカー連盟から契約を解消することで合意したと発表された。
2022年10月6日、セビージャFCは解任したフレン・ロペテギの後任としてサンパオリを新監督に再任したことを発表した。しかし、翌年の3月21日、降格圏手前の14位に沈んでいたことで解任された。